# 1952 en architecture
| Années de l'architecture : 1949 - 1950 - 1951 - 1952 - 1953 - 1954 - 1955    |
| Décennies de l'architecture : 1920 - 1930 - 1940 - 1950 - 1960 - 1970 - 1980 |

Cet article présente les faits marquants de l'année 1952 en architecture.

## Réalisations
- 14 octobre : à Marseille (France), inauguration de la cité radieuse de l'architecte Le Corbusier.
- achèvement de la mairie de Säynätsalo d'Alvar Aalto.
- Le Corbusier réalise la Haute Cour et le musée de Chandigarh.

## Événements
- Le Corbusier commence le plan d'urbanisme de Chandigarh.

## Récompenses
- x

## Naissances
- Jean-Marie Duthilleul.

## Décès
- Gustave Perret (° 1976).
- Albert Nadler (° 31 décembre 1863).